# Monnaie complémentaire
 (décembre 2016).
Si vous disposez d'ouvrages ou d'articles de référence ou si vous connaissez des sites web de qualité traitant du thème abordé ici, merci de compléter l'article en donnant les références utiles à sa vérifiabilité et en les liant à la section « Notes et références ».
 (décembre 2016).
- Si vous ne connaissez pas le sujet, laissez ce bandeau (vous pouvez alors contacter les auteurs).
- Si vous supprimez le contenu mis en cause (vous pouvez préalablement contacter les auteurs),

argumentez précisément cette suppression dans la page de discussion
(un manque de référence n'est pas un argument ; une recherche réelle de référence doit avoir été effectuée, être formellement documentée).
Une monnaie complémentaire communautaire (MCC) est une forme de monnaie[Interprétation personnelle ?][réf. nécessaire], qui comprend les monnaies locales et monnaies sectorielles, qui se veut complémentaire aux monnaies officielles. Une monnaie complémentaire communautaire favorise les systèmes de don et d'échanges locaux avec moins d'endettement. Selon l’économiste Bernard Lietaer, « bien conçue, elle crée la quantité de monnaie exactement nécessaire pour mener à bien une transaction qui, autrement, n’aurait pas lieu. Il n’y a donc pas de risque d’inflation ».

## Histoire
Les monnaies complémentaires existent depuis longtemps, et plusieurs monnaies complémentaires différentes ont pu être en circulation dans une même région à certaines époques. Des systèmes comparables aux principes qui régissent les monnaies complémentaires contemporaines remontent au moins, selon l'économiste Bernard Lietaer à l'ostracon égyptien (dette inscrite par un scribe, mais à taux négatif); A titre d'exemple, dans le Languedoc du milieu du Moyen Âge, il y a eu jusqu'à 17 monnaies locales, complémentaires de la monnaie royale qui avait également cours.
Plus récemment, à la suite de la crise de 1929, des monnaies locales avaient permis en Autriche, à Wörgl notamment, de maintenir un taux d'emploi permettant à de nombreuses familles de vivre sans faire appel au Mark, mais la banque autrichienne a interdit cette monnaie, ce qui a maintenu au chômage 30 à 35 % de la population autrichienne et selon certains économistes aidé Adolf Hitler à prendre le pouvoir.

## Description

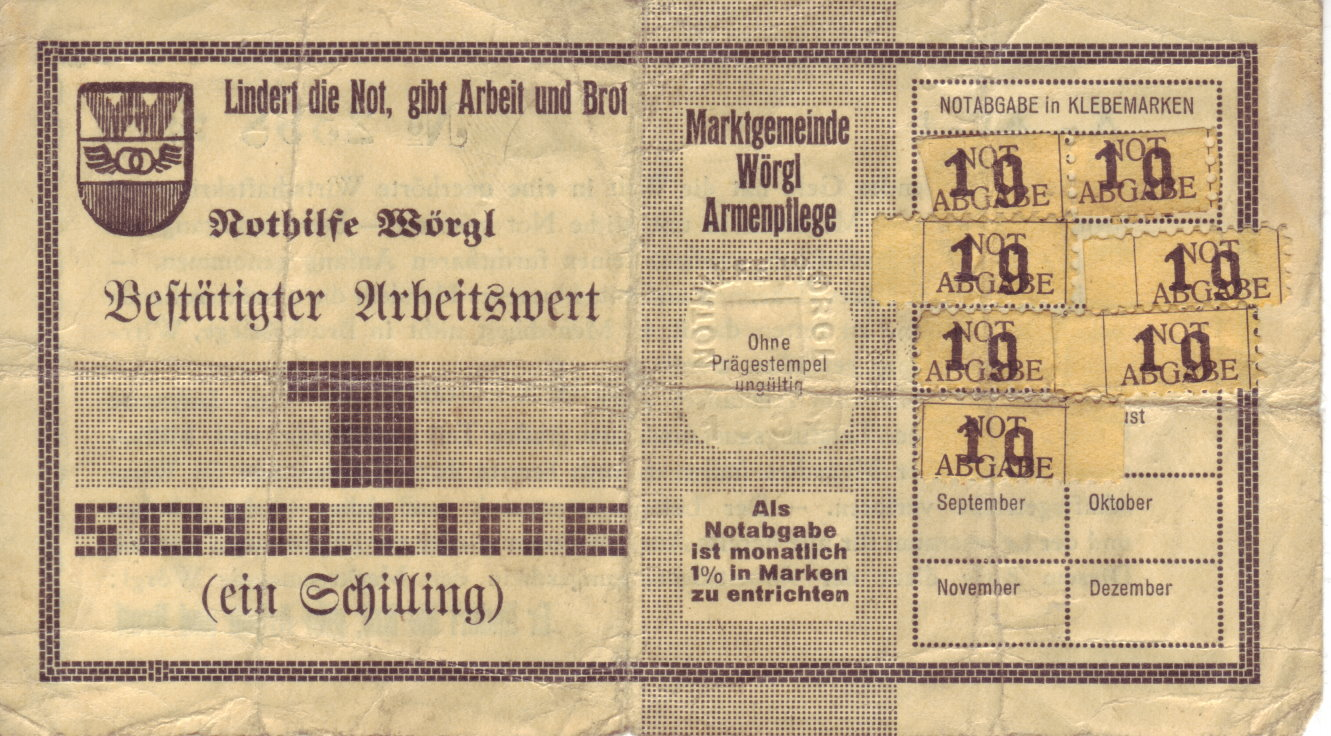
Un billet de Wörgl Schilling avec des timbres de surestaries

Les monnaies complémentaires communautaires sont un vaste groupe de monnaies et de systèmes de bons conçus pour être utilisés en combinaison avec des monnaies standard ou d'autres monnaies complémentaires. La plupart sont des monnaies locales, mais un projet de monnaie, Terra, est mondial. Elles peuvent être évaluées par rapport aux monnaies nationales, ou échangées avec elles, mais fonctionnent néanmoins comme un moyen d'échange à part entière.
Les monnaies complémentaires ont d'abord fonctionné hors du cadre national du cours légal, et donc sans cours légal. Taux de change, zone de circulation et utilisation avec d'autres monnaies diffèrent grandement entre les différents systèmes de monnaie complémentaire, comme dans le cas des systèmes de monnaie nationale. Quelques pays ont néanmoins récemment permis des interactions entre la monnaie officielle nationale et des monnaies complémentaires. Par exemple, en Uruguay, la monnaie C3 (monnaie complémentaire créée pour créer de l'emploi) est accepté par l’État pour le paiement de toute taxe au gouvernement. Au Japon, le système Fureai kippu (littéralement : « ticket de relation cordiale ») est officiellement reconnu pour l'aide aux personnes âgées. De son côté, la banque centrale du Brésil a fait une étude sur 10 ans, concluant que ces monnaies ne posent pas de problème aux systèmes de monnaie nationale et résolvent des problèmes d'une manière originale et efficace.
Certaines monnaies complémentaires communautaires incluent des échelles de valeur basées sur des réserves de ressources matérielles (or, pétrole, matières premières) ou immatérielles (temps, savoir-faire). Une monnaie basée sur le temps est évaluée par le nombre d'heures passées pour réaliser un service, indépendamment de la valeur de marché potentielle du service. Par exemple l’Ithaca Hours, est une monnaie de papier utilisée depuis plus de 15 ans à Ithaca dans l'État de New York, dont l'unité de compte est l'heure, mais qu'on peut aussi échanger contre dix dollars pour l'équivalent d'une heure. Le Temps ( pour « temps-énergie-matière première-savoirs ») utilisé par le système d'échange local de Nantes (Sel nantais) est une monnaie-temps qui considère que le temps de chacun a la même valeur ; elle ne considère pas l'expertise déjà acquise, mais encourage l'acquisition de l'expérience. Le Time Dollar est exempté d'impôts aux États-Unis (nota bene : ce n'est pas le cas des Sel en France). Ces systèmes (c'est le cas de l’Ithaca Hours) peuvent être fondés sur la négociation. Le "client" paye alors en heures, plus ou moins selon la valeur estimée ou annoncée du service et du prestataire. Des monnaies basées sur des savoirs et savoir-faire, également appelées Réseaux d'échanges réciproques de savoirs, furent inventées en France dans les années 1980.
La spéculation monétaire et les jeux de hasard sont généralement en dehors des paramètres de conception des monnaies complémentaires. Les monnaies complémentaires sont souvent intentionnellement restreintes dans leur diffusion régionale, leur durée de validité ou leur secteur d'utilisation et peuvent nécessiter l'adhésion d'individus participants ou de points d'acceptation.
Il existe des devises complémentaires régionales ou mondiales, telles que le système d'échange communautaire, le WIR et les faveurs amicales, le Tibex dans la région du Latium en Italie ou la devise mondiale proposée terra.
Une monnaie communautaire est un type de monnaie complémentaire qui a pour objectif explicite de soutenir et de construire des sociétés plus égalitaires, connectées et durables. Une monnaie communautaire est conçue pour être utilisée par un groupe spécifique.